# 町年寄
町年寄（まちどしより）は、江戸時代の町政を司る町役人の筆頭に位置するものである。地域によってその名称は異なり、江戸や長崎・京都・甲府・福井・鳥取・敦賀・小浜・尾道・酒田などでは町年寄だが、大坂や岡山・高知・堺・今井・平野・鹿児島では惣年寄（総年寄）、名古屋で惣町代、姫路・和歌山・松江・松坂では町大年寄、岡崎では惣町年寄頭、青森では町頭、新潟では検断と呼んだ。選任方法は、世襲制の場合と選挙で決められる場合とがあった。

## 江戸町年寄
江戸の町人地の支配は町奉行が行い、町奉行の下に3人の町年寄がいた。各町には町名主がいて、町年寄の支配を受けた。また、町年寄の下には江戸の町地の区画整理や地所の受渡しに携わる地割役も付随した。3人の町年寄は、いずれも江戸草創期以来の旧家で、奈良屋・樽屋・喜多村の三家が代々世襲で勤めた。この3家の家格は奈良屋・樽屋・喜多村の順となる。

### 奈良屋
享保10年（1725年）8月に提出された由緒書によると、三河時代の徳川家康に仕えていたと記され、また奈良屋の先祖は大和国の奈良に住んでいた大館氏の一族で、これが「奈良屋」という屋号の元となった。天正10年（1582年）に本能寺の変で織田信長が明智光秀に討たれた際、家康が伊賀越えで逃れようとした時に従った人物の中に奈良屋の先祖である小笠原小太郎がいたという記録が残っている。
当主は代々市右衛門を名乗っていた。7代市右衛門は享保の改革で問屋仲間結成の事務を中心になって担当し、8代市右衛門は猿屋町会所において札差仕法改正の業務を勤め、猿屋町会所勤務中の帯刀を許される。
10代目の市右衛門は文政4年（1821年）に猿屋町会所の業務によく勤めたとして白銀10枚を与えられ、同7年（1824年）に一代限りの帯刀を許され、天保5年（1834年）に苗字を許され館と称することになるなど、その活躍がもっとも目立つ人物である。

### 樽屋
樽屋の先祖は刈谷城城主の水野忠政で、その孫である樽三四郎康忠は徳川家康の従兄弟にあたり、天正18年（1590年）の家康江戸入りにも三四郎は従った。町年寄への就任は同年8月15日であるが、由緒書によれば初代は三四郎の子の藤左衛門忠元である。当主は代々藤左衛門を名乗るが、後見役として町年寄に就任した者は与左衛門を名乗っている。
12代目樽屋与左衛門は、郷士の家に養子に行った樽屋武左衛門の家系で、40歳の時に江戸に呼ばれて後見人となった。寛政の改革において札差仕法改革に貢献し、猿屋町会所勤務中の帯刀を奈良屋市右衛門と共に許された。退役後も株仲間政策の推進に従事した。
樽家の墓は蔵前の浄土宗西福寺にある。他の町年寄2家の墓所は不明である。

### 喜多村
喜多村は、その先祖が家康に従って江戸入りし武士として奉公していたが、初代文五郎が町人になりたいと願ったため「御馬御飼料の御用」と「江戸町年寄役、関八州の町人連雀商札座、長崎糸割符三ヶ条の御役儀」を命ぜられたという。また、喜多村は明智光秀の子孫であるとする伝承があるが、裏付けはできていない。文五郎が隠居する際、家督を二分し、婿の彦右衛門へ町年寄役を譲り、他は実子文五郎へ相続させたと由緒書にある。この2代目彦右衛門は金沢の町年寄からの入婿である。
当初は、喜多村は町支配の他に、馬の飼料を補給する役割と連雀商札座の特権を与えられていたことになる。
初代弥兵衛の後は、彦右衛門または彦兵衛と名乗る者が多かった。最後の当主は又四郎を名乗った。

### 町年寄と将軍
江戸時代の初期には、町年寄をはじめとした江戸の町人たちと将軍との接触があった。
寛永11年（1634年）7月、徳川家光が上洛した際に、江戸の町年寄たちが「御祝儀」として供をし、樽屋藤左衛門が御目見得を仰せ付けられたことが記録されている。
喜多村家の由緒書にも、町年寄2代目の彦右衛門が家光に水泳や鼓の稽古をつけており、上洛の時、徳川家光が富士川を渡る際に先導をつとめたという記述が残されている。
このような将軍との交流は、時代を経るに連れて無くなっていったが、将軍の代替りに伴う御礼出頭と正月の年頭御礼は毎回行われた。
元和年間（1615 - 24）から定例になったと言われる正月三日の御目見得では、大坂惣年寄や堺・京都の町年寄など他国の町人達も共に拝謁するが、その際江戸の町年寄は全国の町人の筆頭として列席した。また、拝謁は江戸城の帝鑑の間で行われるが、敷居内に進めるのは町年寄のみで、他の御用達町人は敷居外での拝謁とされた。
将軍は正月に上野東叡山寛永寺と芝三縁山増上寺への墓参を執り行うが、その際の御目見得も定式化されたものであった。他にも法事のための市中への御成や日光社参の時にも、町年寄たちは道筋で御目通りすることが許されていた。

### 町年寄の職務
町年寄は町役人の筆頭であり、その業務は多岐にわたった。
町年寄の屋敷地は幕府から拝領されたものであり、奈良屋・樽屋・喜多村でそれぞれ本町一丁目・二丁目・三丁目の本町通りに面した角地にあった。武家と同様に住居は役宅を兼ねており、これを町年寄役所と呼び、様々な執務を執り行った。

#### 町の統制
享保以前の町奉行所の職制がまだ整っていない時期には、奉行所には民政に関する職掌は存在せず、町触を通じて統制を行う程度で、具体的な業務に関しては町年寄が町奉行の意を受けて担当していた。
元禄のころには問屋仲間の結成が行われるようになり、それらの組合結成事務は町年寄の仕事であった。享保8年（1723年）4月には、質屋や古着屋など紛失物の調査に関係する商売人に対し、組合帳面を3冊作成させ、2冊は印鑑を押さず南北町奉行所に提出し、残る1冊は印形を押して町年寄に提出せよと命じている。これらの組合帳簿の保管も町年寄の業務であった。また、組合への新規加入、相続・改名・株の譲渡などは、必ず届け出ることが義務づけられた。
他にも、安永2年（1773年）9月の薪炭仲買組合の定めでは、株仲間への加入・株の譲渡・休業など、組合運営に関わる事柄は全て樽屋に届け出ることが義務づけられている。そして18世紀初頭には、当時1800挺もあったと言われる町駕籠を600挺に制限し、焼印を押させて樽屋に管理するように命じた。
こうした町の商人や職人の統制に関わる多様な業務は全て町年寄の職務となっていた。
また、江戸の南北町奉行所は2つに分かれていても扱う業務は同じだったが、書物・酒・廻船・材木問屋は北町奉行所、呉服・木綿・薬種問屋に関することは南町奉行所で扱うというように窓口は分かれていた。そして前者の掛は樽屋が、後者は奈良屋が掛として業務を扱うというように、その役割を分担した。

#### 代官兼務
3人の町年寄は豊島郡の関口村・小日向村・金杉村の代官を務めていた。神田上水・玉川上水の支配も彼らの仕事であり、玉川上水が完成した時にも、上水の両脇見分御用に4名の代官の手代1人ずつと町年寄1人が出張した。
寛文6年（1666年）になり、神田上水と本所上水、玉川上水の上水奉行が設けられ、管理は各奉行の扱いとなるが、神田上水取入口の地域にある関口村・小日向村・金杉村の町年寄による代官支配は継続している。
寛文10年（1670年）には、上水管理の問題上から再び上水奉行から町年寄へ管理が移された。この時は水源の羽村から府内までの13里の水路の両側3間を町年寄の所管とし、上水の南側を喜多村彦兵衛（町年寄3代目）、北側を奈良屋市右衛門が担当した。この際に、上水請負人である（玉川家）と村々との間に紛争をおこさないためと、水道に不浄物が投入されないために、自己負担で松と杉の苗木を植えたという。
寛文12年（1672年）に、神田上水大洗堰付近の町方支配をのぞいた在方分は代官支配とされた。
元禄6年（1693年）には神田・玉川両上水は道奉行の管理となり、町奉行の上水管理の廃止によって、町年寄の代官業務および水道管理業務は廃止となった。

#### 地所の受け渡し
町地の受け渡しに際しては、町人地を管理する町奉行所の与力・同心とともに町年寄3人が立合うことが通例であった。この立合は町年寄の義務となっていたが、町支配の事務が多忙であるため、町年寄本人が出張することは稀で、手代たちが代りに出向いていたという。また、この受け渡しには、町方地割役も立会うことになっていた。この地割役は、宝永7年（1710年）以後、町年寄の樽屋の分家が代々その職務を行った。
武家地・寺社地・町人地・周辺の代官支配地といった土地の支配替えには、地割奉行による面積測定の後、町奉行支配となる場合には、これを確認する証文を住民から提出させ、町年寄役所で保管することになっていた。そして各町から名主支配に関する願書も提出して、支配名主が決定された。また町絵図の作成・町名の決定・上水の井戸の新設・沽券状の作成・物揚場（ものあげば）など付属施設の見分の要請など、町地に関わる多くの事務を町年寄が指導したのである。

#### 町触
江戸の町にだされる触は、「惣触（そうぶれ）」と「町触」の二つにわけられる。このうち、町触は町奉行が自己の権限で町中に発するものである。
触の伝達は、町奉行 → 町年寄 → 年番（としばん）名主 → 町名主 → 月行事（家主） → 町人という順序で行われる。重要な町触や申渡しに際しては、全名主を町奉行所や町年寄役所に呼び出したが、町数が増加する内に年番名主を呼んで申し渡す場合も多くなった。また、町年寄が町奉行所に代わって町触を発することもあった。触を受けた名主は支配下の町ごとに連判証文を取って町年寄の役所に納めた。これは、享保6年（1721年）からは、支配ごとに1冊にまとめるよう簡素化された。

#### 調査・調停事務
幕府の法令・政策は基本的に前例主義であるため、事業計画がなされる度に前例の調査が行われた。町方においては、町奉行所に計画の願書が出されると、町年寄を通じて前例の調査と町々で支障があるかどうかの調査をするという手順が踏まれた。それ以外にも、江戸の町の一般的な状況に関する調査を町年寄が命じられることもあった。
また、町奉行所に提訴された民事関係の訴訟を任されて内済（示談）で解決するようにと申渡されることもあった。元々、民事の訴訟は町役人達によって調停されるものだったのが、次第に町奉行所へ訴訟が持ち込まれるようになった。特に金銀の出入り（金公事）に関する訴訟が倍増し、奉行所の機能を停滞させるまでになった。そのため、処理しきれなくなった奉行所から町年寄へと訴えを下げ渡される形になったのである。
享保6年（1721年）5月、喜多村役所へ年番名主が呼ばれ、町年寄3人列席のもとで訴訟などについて申し渡された。町奉行から訴訟の呼出状の雛形が示され、訴訟に際しての家主・名主・五人組の出頭形式が決められ、願書の処理についても形式が定められた。文面にも、訴訟は双方で話しあい内済とすることが記され、話し合いで埒が明かない時に町奉行所で裁許すると規定された。

#### 人別帳その他の管理
江戸では切支丹宗門改は毎年行われており連判証文が提出されていたが、町奉行所が人別帳を掌握したことは無く、人別改が恒常的に行われるようになるのは、享保の改革以後のことである。
享保6年（1721年）6月の令で、諸国の田畑の反別・人口を領主ごとに書上げさせた。10月には奈良屋から各町名主に対し人別帳の作成が徹底していなかったことを申し伝えさせ、以後は町年寄のもとに人別帳を集め、毎月提出させるよう町奉行所から命じられた。しかし、町年寄としては全ての町から提出させるのは大ごとなので、従来通り人別帳は名主の保管とし、人数のみを4月と9月の2回報告することにしたいと答申し、そのように決められた。これにより、町年寄は各町の総人数、男女別人数、家持・差配人・店借の区別、父母・妻子・居候の別、出稼人・召使などの事項を把握することとなった。寛政3年（1791年）の町法改正では、この人別書上の提出は4月のみで、9月には変動した数だけ訂正すればよいとされている。
跡式（跡目相続）は、親類や名主・五人組の立合いのもとで生前に遺言状を作成し、町年寄の「遺跡帳」に記入しておくようにと命が出された。さらに、病人などが遺言状の作成を拒んでも親類などが言い聞かせて書かせること、遺言があっても町年寄の帳に記入されていない場合、裁判になれば親類・名主・五人組に過料を命じること、被相続人が頓死した時は筋目を正して相続させるようにと決められている。寛文2年（1662年）の触では被相続人の死後に跡式の問題が発生した場合、遺言状があっても町年寄は確認の記帳をしないとしている。しかし、このような取り決めがなされても、町年寄の遺跡帳への記帳後に公事となる例もあったという。
また、町々での切支丹宗門改に関わる寺手形（寺請状）は、町中連判の手形を町年寄に提出することとなっていた。その内容は、町名主は町内の年寄・月行事の確認を受けて、別途に町年寄へ手形を提出し、家持は名主へ、借家・店借人は家主へ、奉公人は主人へ提出し、それぞれに保管する仕組みであった。

#### 日傭座
明暦の大火後の寛文5年（1665年）に日傭座（ひようざ）が設置され、日雇人足には鑑札を交付して札役銭を徴収した。しかし、人足達には無札者が多く効果が無かったため、宝永5年（1708年）に町々の家主が日雇人を把握し、名主が人別帳を作成して座から札を渡す体制が作られた。延享4年（1747年）には、札役銭の徴収も家主がおこない、名主を通して町年寄奈良屋役所へ納入する方式となった。宝暦年間には数次にわたり、日雇座と奈良屋役所が役銭事務を交替で扱ったが、宝暦10年（1760年）に奈良屋の徴収に固定した。この日雇座は、寛政9年（1797年）に廃止となった。

#### その他
町名主が退役する時には、支配町の家主一同の連印を付した退役願と、家主一同から出される跡名主願を、町年寄に提出する必要があった。
また、町年寄は住居以外にも拝領地を与えられており、その地主として地所の施設（木戸・井戸・雪隠等）の修復の責任も負っていた。他にも、町奉行が交替した時には、町名主と共に新任の町奉行の元へ挨拶に出頭した。
慶長7年（1602年）の伝馬制度の改正に当たって、奈良屋と樽屋は東海道・中山道の交通運賃の決定に参与し、慶長9年（1604年）には一里塚の建設にも関わった。元和6年（1620年）、2代目樽屋藤左衛門（元次）は、浅草蔵前の米蔵（浅草御蔵）の設計に従事した。さらに、寛政元年（1789年）、札差の仕法改革案に12代目樽屋与左衛門が参画し、棄捐令が発令された時に作られた札差への資金を貸し付ける会所の事務の引請けも与左衛門が任されることとなった。その際、樽屋の役宅はそのまま札差の仕法のための役所として使われ、猿屋町に貸金会所ができるまでそこで札差に対する様々な事務を執り行った。天保13年（1842年）3月には10代目奈良屋市右衛門が「市中取締筋触方掛」を命ぜられるなど、様々な職務の掛として町年寄が登用されることがあった。

### 町年寄の苗字帯刀と熨斗目着用
町年寄の身分は町人である。しかし、他の特権町人と同様、町人の最上位にあって武士と同等の権威を与えられていたため、代々帯刀や熨斗目の着用は許されてきた。他の町人達が帯刀を禁止される中で町年寄は供の若党にも刀を差すことが許されたと『重宝録』にも記されている。天和3年（1683年）2月、これらの特権は剥奪され、熨斗目の着用も同時期に禁止になったと思われる。
町年寄の帯刀禁止は、寛政2年（1790年）に樽屋与左衛門が、札差仕法改正の事務に従事する際、猿屋町会所勤務中の帯刀が許可されるまで、100年間続くこととなる。奈良屋市右衛門（奈良屋8代目）も猿屋町会所勤務中の帯刀を許された他、文政7年（1824年）12月に「御用向品々取扱い出精骨折候」という理由で町年寄3名とも一代限りの帯刀が許可された。ただし、この時の許可は評定所や町奉行役宅への出頭、地渡し、地受取りのための廻勤のみに限定され、町奉行所玄関内への刀持込みや登城・他行一般の際の帯刀は許可されていない。
また、苗字に関しては、樽屋と奈良屋は屋号であって苗字とは認められていない。喜多村は、享保18年（1733年）の町奉行所の書上によれば、町奉行支配の者として苗字を許されていたとある。ただし、町奉行支配の町人の中で、他にも苗字を使用している者は多いが、「何れも自分と内証にて唱え」ているものとして、公式には認められていない。樽屋は12代目与左衛門が札差仕法改正に尽力したことにより、樽屋は以後「樽」という苗字を称することを許可された。奈良屋は、文政12年（1829年）10月に苗字を名乗れるよう願書を提出したが認められず、後に10代目奈良屋市右衛門が天保5年（1834年）3月に上申書を提出、町奉行も老中に上申したため、同年12月に「館（たち）」という姓を名乗ることが許された。
元文2年（1737年）9月、将軍宮参りに際し、町年寄の熨斗目白帷子の着用許可願を町奉行から老中に提出するが、これは不許可となる。安永3年（1774年）正月に銀座年寄が、天明3年（1783年）12月に銀座常是大黒長左衛門が熨斗目の着用を許されたため、町年寄たちも許可を得るために何度も請願し、天明4年（1784年）の12月27日にようやく許可が下りることとなった。

### 町年寄の家督相続
町年寄が家督相続する時や、子供に見習い業務をさせる時には、その度に町奉行に許可を得て、その相続を正式に確認してもらわなければならなかった。
町年寄本人が死亡した場合、親類たちから他の2人の町年寄に願書を提出し、町奉行へ届ける。願書を受理した南北の両町奉行は上申書を作成して関係書類を添付し老中へ上申し、許可が下りると関係者を町奉行所へ呼びだすこととなった。
安永7年（1778年）8月に、10代目藤左衛門が息子の吉五郎（樽屋13代目）に家督を相続する際には、後見役として9代目与左衛門の子・林助（11代目与左衛門）に後見役を依頼したが、その時にも町奉行所との書状の遣り取りや奉行所への出頭などの手続きがあった後に認められている。出頭の際には、奈良屋・喜多村両名も同道するようにという通知も出された。

### 町年寄の収入と拝借金
町年寄は惣町の支配を行うにあたり、拝領した屋敷地の表側を他の町人に貸し、その地代収入を職務に使う経費としていた。また、古町町人から「晦日銭」と呼ばれる金を受取っている。これらの収入は寛政元年（1789年）では、各家600両前後、計1840両ほどとなっている。本町以外にも3家でそれぞれ拝領地を賜り、そこの地代収入も得ていた。
その地に作られた蔵屋敷を倉庫として貸していたが、享保の改革によって町に土蔵造りが増えたために利用者が減り、また享保14年（1729年）の地代引下げの町触が出されるなど、時代によって収入が減ることもあり、また火災のため拝領地の経営が順調にいかないことも多かった。
この他に、樽屋は枡座を兼ねており、枡の販売代金を収入として得ている。また、神田・玉川両上水の事務を担当していた時期には各100俵ずつの扶持米を、寛政以後には札差仕法改正御用掛として100俵の扶持米が支給されていた。
業務のための経費が不足した時、町年寄は幕府に「拝借米金（べいきん）」を願い出た。初期は「拝領金」であって返済する必要は無く、寛永14年（1637年）、明暦3年（1657年）、延宝元年（1673年）にはそれぞれ各500両ずつが下賜された。特に明暦3年（1657年）は明暦の大火の後のことでもあり、500両の他に銀20貫目（約333両余）ずつが支給された。しかし、宝永7年（1710年）に喜多村が願い出た時は米1千俵の「拝借」であった。さらに、享保6年（1721年）には、それ以前の拝借米が返納されていないことを理由に、拝借米100俵のみとなった。以後、天明6年（1786年）までの65年間ほどは、100俵の借米が恒例となった。文政年間以後については、拝借米が拝借金に変わっている。町年寄達の拝領屋敷経営が順調にいかないことが多かったためか、拝借金の返済もその多くが滞っていた。

### 維新政府における町年寄
慶応4年（1868年）4月に江戸城が官軍に明け渡された後も、町年寄は旧来通りの職務を続けていた。しかし、明治元年（1868年）9月15日の令で、町年寄への届け出は東京府へ申し出ることになり、町年寄は東京府の「市政局庶務方」へ配属させられている。このため町への触達は世話掛名主の業務となった。そして、明治2年（1869年）正月、町年寄と「町年寄並（なみ）」として職務の補佐に当たっていた地割役の樽三右衛門は免職となった。
拝領地の地代は明治元年（1686年）9月から彼らの手元に入らなくなったらしく、生計困難のため嘆願して、一定の地代を納めて旧拝領地を借地していたようである。
免職後の彼らの様子ははっきりしないが、樽屋16代目の樽俊之助は明治5年（1872年）10月から算術の私塾を開き、館興敬（奈良屋）は後に日本橋区長となったことが分かっている。

## 京都町年寄
3代目京都所司代の牧野親成は、町の自治を行政の基礎におくため、京都の住民が作り上げた町（ちょう）や町の連合組織である町組（ちょうぐみ）の編成を企図した政策を進め、明暦2年（1656年）に全町に1名ずつ町内年寄役を置くことを命じた。この時期に、町宛ての通達（町触）によって政策の周知徹底を図る方式も定着した。
享保8年（1723年）に京都町奉行により、町年寄は1町に1人、任期は3年と定められた。同時に、年寄の補佐役である五人組の定員を3名、任期を2年と定めた。町年寄の交代は、その都度、奉行所からの認可を必要とした。
選任方法は順番であったり投票だったりと時期によって方法は変わった。町年寄に選ばれた者は、家持町人の義務として本来の家業のかたわら勤めることとなった。
町政の制度が整備されるにつれ、次第に権限を増してきた町代が自治の中心となっていき、町年寄は町触の伝達・犯科人の取締りなど支配末端としての性格が強くなった。

## 大坂町年寄
17世紀中ごろまでに成立した大坂三郷の町の行政を担当したのが、町人の中から選ばれた三郷惣年寄とその下に属する町年寄であった。
大坂城代であった松平忠明は元和2年（1616年）に大坂城下町の開発に携わった町人達を元締衆として町割をさせた。元和5年（1619年）に大坂町奉行が設置された時に元締衆は惣年寄に改称され、その際に各町の有力な町人を町年寄とした。
大坂三郷の統治は、大坂城代-大坂町奉行-惣年寄-町年寄-町民（町人・借家人）という体制となっており、町年寄は惣年寄の下に属して、各町の町政を担当する形になっている。名誉職であり、公役・町役を免除され、若干の祝儀を受けた公役というのは大坂町奉行所や惣会所経費・消防費などの諸費用の負担で、町役はそれぞれの町の町会所費用・橋の普請費用など町の運営費の負担のことである。惣年寄は世襲だったが、町年寄は町人達による入札で選ばれた。そして選挙で選ばれた町年寄の候補を、惣年寄が検分して決定するという手順を踏んだ。大坂の町年寄は家業を営むことは許されたが、定給はなく、代わりに袴摺料（はかまずれりょう）という金を町費から受けることを認められていた。町奉行所の隠密廻の役人が内偵し、不適格者を罷免した例もあった。
惣年寄の下に各町ごとに置かれた町年寄は、触書・口達の町中への通達、人別改め、火元の取り締まりと火の用心、用水の汲み置き、訴訟事件の調停・和解、家屋敷の買受・譲渡や売買譲渡証文への奥書加判、地子・役銀の徴収、水帳絵図などの書類簿冊作成・保管、町内式目の管理、請願書の捺印、町の清掃、橋や浜先の掃除、借家貸付方の吟味など様々な職務を行った。城代や大坂町奉行所から出された町触は惣年寄たちに伝えられ、町年寄はそれぞれの惣会所で惣年寄から伝達されることになっていた。
町々の町人中から毎月月行司を2人出して町年寄を補佐し、各町の町会所には町代・下役・木戸番・垣内番（かいとばん）・物書・会所守が置かれた。町年寄を助けて町政事務を執ったのが町代で、町人の公事訴訟の代書も行った。各町に町代が1人というわけではなく、規模の小さい町などでは数町を1人の町代が兼務することもあった。
町会所には宗旨巻（しゅうしのまき）や人別帳・水帳・水帳絵図などが保管されていた。宗旨巻とは、大坂三郷の町ごとの宗門人別帳を簡単にして戸主名のみを書いたもので、一部を大坂町奉行所へ納め、一部を町会所に保管した。水帳は屋敷地の台帳であり、一町全体の屋敷図を水帳絵図という。水帳と絵図に登録されたものが町内に家屋敷を所有し居住する町人として、その町の自治に参加できた。町に家屋敷を持ちながら他の町に居住する町人の代理人を家守といい、町人と同様に公役・町役を負担する義務があった。町年寄の選挙権・被選挙権を持つのは、町人や家守たちだけで、借家人は町年寄の選挙を含め町政には一切参画できなかった。
明治2年（1869年）6月2日に大坂三郷は東南西北の四大組に分けられ、その時に惣年寄は廃止され、各大組に大年寄が1人、各町組には中年寄が設けられた。

## 甲府町年寄
甲斐国では享保9年（1724年）、甲府藩主・柳沢氏が大和郡山に転封され、甲府藩は廃藩となり甲斐国一国が幕府直轄領化される。これにより甲府町方は町奉行にかわって2人の甲府勤番支配が司るようになり、勤番支配の役宅に設けられた町方役所で隔月交代でその任にあたった。
町政の執行は甲府町年寄が担い、坂田与一左衛門と山本金左衛門の2人が、同年に町年寄に任命され、町方の最高責任者となった。坂田・山本両氏は武田氏の時代に検断役を務めた由緒をもつ有力町人で、甲府の草分町人でもある。町年寄の職務は月番制で、明治5年（1872年）に廃止されるまで両家が世襲制で務めた。
坂田与一左衛門は5人扶持と役地侍屋敷600坪を給された。4代目山本金左衛門は、春日昌預の名で国学や和歌に親しんだことで知られる。

## 長崎町年寄

### 町年寄の起こりと推移
鎖国以前の長崎において、朱印船貿易に携わり、長崎の町の富裕層でもあったリーダー的な集団を頭人（とうにん）と呼んでいた。頭人の発祥は流浪の武士とも長崎甚左衛門の家士とも言われている。頭人は、腕力が強く、リーダーとしての資質があり、また商才のある者たちが、長崎で頭角を現し、イエズス会領・豊臣秀吉の直轄領・徳川幕府の天領と時代の変化に対応しながら、長崎地下人（じげにん）達のリーダー格となって長崎を治めてきた。この頭人達が、後の町年寄の先祖である。
豊臣秀吉によって長崎奉行に任ぜられた唐津城主寺沢志摩守広高が、有力な貿易商であり町衆の指導層でもあった高木勘右衛門了可・高嶋（高島）了悦・後藤惣太郎宗印・町田宗賀を頭人に取り立て、町政の実務を任せた。
頭人が町年寄と改められたのは文禄元年（1592年）のことであった。そして、地租を免じられた内町を町年寄が治め、それ以外の外町を長崎代官の村山等安が支配した。
慶長8年（1603年）正月、家康は新年慶賀のため上京した村山等安とイエズス会のジョアン・ロドリゲス神父に対して、等安と町年寄4人を改めて長崎の首長に任じて長崎の統治を委ね、ロドリゲスにも長崎の支配管理のために市政に参与することを求めたという。これにより、秀吉の没後も長崎内町は町年寄が、外町を代官の村山が治める運営方式は引き継がれることとなった。
当初は頭人出身の高木・高嶋・後藤・町田の4人体制だった。寛永年間に町田家が没落した後は高木彦右衛門永貞が町年寄に就任し、元禄10年（1697年）に高木彦右衛門貞親が唐蘭商売元締に任命されると、外町常行司の薬師寺又三郎種政が町年寄に任ぜられた。元禄12年（1699年）に内町と外町の区別が廃止された時に外町常行司の福田伝兵衛重好と久松善兵衛忠辰が加えられて6人制となった。さらに文政5年（1822年）以降は、高木・高島（2家）・後藤・薬師寺・福田（2家）・久松（2家）の9人制となった。
彼らの受用高は70俵5人扶持（受容銀は12 - 29貫目）で、大村町の高島家や西浜町の久松家などは、1000坪以上の大邸宅であった。また、長崎会所調役を勤める場合は他に5人扶持を、年番となった場合は受用銀を25貫目、添年番は受用銀10貫目が支給された。

### キリシタン禁令
町年寄に取立てられた高島了悦・高木勘右衛門・後藤宗印・町田宗賀ら4人はいずれも有力なキリシタンでもあった。しかし、寛永3年（1626年）に長崎の住人に対してキリシタン棄教命令が出され、長崎奉行の水野守信は、キリシタンから転宗した長崎代官・末次平蔵や町年寄の高木作右衛門の協力により、キリシタン取締りに乗り出した。この棄教令に従うことを拒否した町年寄の町田宗賀ジョアンと後藤宗印トメ（洗礼名は登明。トマスと読むことも）は長崎の町を出たという。

### 出島築造
長崎の出島は幕府の命により、長崎の有力な町人達25人の出資によって寛永11年（1634年）に造られた。彼らは出島町人と呼ばれ、高島四郎兵衛・後藤庄左衛門・高木作右衛門・高木彦右衛門などの町年寄や糸割符年寄も含まれていた。
出島の支配は長崎奉行の管轄だが、出島乙名やオランダ通詞などの運営に関わる地役人は町年寄の支配下だった。

### 長崎代官業務
長崎の内町・外町の周囲には、長崎代官支配の郷3か村と、その外側の天領7か村があった（総計約3000石）。これらの地は、初代長崎代官の村山等安と、等安が処刑された後に代官となった末次氏により延宝4年（1676年）まで支配された。末次氏の改易後、しばらく代官事務は町年寄が代行した。元文4年（1739年）に町年寄の高木作右衛門忠与が代官に任命され、以後幕末まで高木氏の代々世襲となった。
高木作右衛門家は、古くから長崎の町年寄を勤めており、御用物役でもあった。忠与が長崎代官に任命されて以降、高木家は幕臣となった。

### 町年寄の職務
長崎町年寄の役務は、長崎奉行の補佐と、長崎の町役人として市政・貿易業務を専業とする乙名の選任、そして乙名以下の地役人を監督して町政や外交・貿易の実務を処理することであった。乙名は元亀2年（1571年）、長崎の町割りを始めたころに、頭人ないしは頭人の配下であった者が、各町ごとに1人ずつ任命された役職である。
長崎の地役人達は貿易業務を主とした仕事に専従しており、これが商売をしているかたわらで町政の業務を行っていた他の町の町役人との大きな違いである。かつては朱印船貿易家だった町年寄も、商人という側面が縮小し、役人としての役割が拡大するようになって長崎独自の地役人となっていった。
当初は、町年寄の中の1名が年番となってその年の業務の中心的な役割を果たし、添年番がその補佐にあたったが、元禄期に年番は2人制になり、1人が貿易・商売を、もう1人が地方や寺社方の支配を行い、他の町年寄は普請方・銅方・銭座・俵物諸色の支配を分掌するようになった。
それ以外には、年頭の江戸参府と白書院での将軍への拝謁、奉行の市中巡検の際の供奉、オランダ船の出入りの見届け、その献上物の選定などであり、この他に全員が行うものとして、長崎会所の引き継ぎ、出火時と諏訪神社神事に際しての供奉などがあった。
また、長崎では寛永5 - 6年（1628 - 1629年）ごろから、毎年正月3日に踏み絵が行われた。この踏み絵は正月の行事で、各町年寄の屋敷で行われた。4日からは市中での踏み絵が開始され、9日までの6日間、出島町を除く79町で行われた。踏み絵は、町年寄から借家人、さらには遊女に至るまで、長崎の住民全てに対して行われた。この行事は、安政5年（1858年）に廃止になるまで、継続された。
長崎会所での業務は、年番の町年寄と上席の福田氏が毎日八つ時（午後2時）、他の町年寄は正午までの勤務であった。後になって追加された職務には、奉行所からの命令伝達、諸役人の退役・養子願の審査とその上申、長崎への新規移住者の踏絵執行、惣町の戸数・人口・宗旨その他の奉行所への報告など、長崎の町政や貿易業務に関する種々の業務があった。
出島のオランダ商館にも公用で出入りし、長崎ではオランダ正月と呼ばれた西暦の1月1日には、通詞や出島乙名などと共に商館に招かれた。
他にも、他所の人間が長崎で罪を犯したなどの場合に、その吟味のため盗賊方懸りの乙名やその手付が他領へ赴く際には、町年寄の印鑑を貰い、相手の村役人にもあらかじめそれを見せて、身分を明らかにしておく仕来りがあった。また、皮屋町の部落を指導監督する組頭の任免の際には、その度ごとに牢守役に当る者が年番町年寄に届けて了解を得ることになっていた。

### 町年寄末席
町年寄末席は、海舶互市新例以後に設けられた役職である。享保20年（1735年）に薬師寺与三右衛門が初めて任命されたが、元文5年（1740年）に薬師寺が病死した後は、空席のままであった。それが、延享3年（1746年）に町年寄の高島作兵衛が死去した際にその子である高島八郎兵衛が、寛延元年（1748年）に町年寄の福田六左衛門が死去した後に倅の福田六之丞がそれぞれ町年寄末席に補任された。
しかし、役人の人員削減のため、長崎奉行の松浦信正 (河内守)によりこの役職は廃止されることとなった。ただし、両人の父親が本家の後見役を勤めたこともあるので、一代限りにおいて町年寄末席を許可し、その子孫は出島乙名・唐人屋敷乙名になるようにと命じられた。

### 長崎奉行との関わり
長崎奉行は、在任期間はその多くは数年であり、長崎在勤期間は隔年で1年ずつ。しかも奉行の配下として働く与力・同心などは数十人にすぎないため、奉行が単独で長崎の町の現状や貿易の仕組みを理解して任務を遂行するのは、困難であった。そのため、長崎土着の役人であり貿易業務を知り尽くしている町年寄達の協力は不可欠であった。町年寄の専断は許されず、その職務には奉行所の許可が必要だったが、許可が下りないということはほとんどなかった。
また、長崎に新任の奉行が着任する際には、年番町年寄が地役人の代表として日見峠に出向き、奉行の一行が峠で小憩を取る時にその到着を祝う。
随筆『翁草』には、長崎奉行は交易のことのみで、その他のことは枝葉の如く考え、町方の行政は町年寄に全てを任せたため、町年寄の専横が多かったと書かれている。しかし、貿易業務や行政だけでなく、長崎を見舞う問題にも奉行と町年寄は連携して対処してきた。島原の乱が勃発した時、長崎の警固を大村藩に要請したのは町年寄であった。また、享保17年（1732年）の蝗害による西国の大飢饉に際して、当時の長崎奉行大森山城守時長は、商人が買い占めている米を調べてそれを確保し、また大坂や下関等の諸国に飛脚を送り長崎に米穀を廻送するように町年寄に命じた。この時の大森山城守の措置により、長崎は十分な食料の確保が出来、餓死者は1人も出なかったという。
しかし、長崎における海外貿易の重要性が増すにつれ、長崎の町の行政に不可欠な町年寄以下の町役人を幕府の機構に組み入れるための様々な改革が行われるようになった。長崎における地下人の司法権が、町年寄から長崎奉行に移管されたのは、海舶互市新例が発布された正徳5年（1715年）からであった。
萩原伯耆守美雅は、長崎会所の中で素行が悪い者や怠慢な者は免職にして役人を削減し、また経費の削減や役人の不正を防止するようにという指示を出している。その目的は、町年寄の統率力を強化し、地下役人の腐敗・怠慢を無くして貿易業務を円滑化し、不正な資金が地下人達へ流れることを食い止めて利益を確保し、運上金や貿易のための資金を捻出することにあった。
松浦河内守信正は、貿易利益銀の確保と長崎町年寄を始めとする長崎地下役人の人員削減による経費節減を老中より命ぜられ、大幅な改革を実施した。松浦の地下への申渡しは、年番町年寄は長崎会所で業務を遂行し、商人・役人とは会所で接見し自宅で業務を行うことを禁止。地下役人の申請・願書等は、年番町年寄の出勤時間に合わせて提出し、それを町年寄が受理。町年寄の家来が長崎地下に関することを処理することを厳禁し、長崎会所役人が吟味して町年寄が裁断すること。町年寄が月番で取扱っている業務や金銀勘定は会所に移譲し、自宅へ会所役人を呼ぶことは禁じ、問題があれば町年寄が会所へ出向くこと。年番町年寄やその他の町年寄が取扱っていた控諸帳面は、今後は会所が引き継ぐこと。他にも町年寄の会所への出勤・退出時間の規定や、職務に怠慢な者への処罰等、多岐にわたった。
これは、町年寄を頂点とした地下人たちの組織と長崎会所による組織の二重構造となっていた長崎を、年番町年寄を長崎会所上席に据えることで会所に取り込み、その下で諸事を全てにわたり掌握する組織を再構築することを目的としていた。これ以後、町年寄が担当していた勘定関係業務は長崎会所に移管され、貿易に関するさまざまな帳面の作成は会所で担当し、町年寄が裁決することとなった。この他にも本興善町の糸蔵に保管されていた江戸への御調進薬種の扱いを会所に移す等、貿易業務を会所を中心としたシステムに変えていった。
そして、先述のように町年寄末席を廃止し、怠慢な役人の数を減らし、地下役人の受容する銀の額を減らす等、経費の削減にも着手した。奢侈の厳禁・禁令の遵守などを命じ、町年寄には地下人に対する十分な世話と教育をするように命じた。その上、町年寄から筆者・小役・女性に至るまでの衣服の規定をし、町年寄に対しては婚姻・結納における接待の簡素化まで命じた。
このように松浦信正の改革は町年寄を含めた地下役人全てを統制し、会所に権力を集中させて貿易業務を管理するものであった。この改革において、彼は会所役人の村山庄左衛門・森弥次郎達を改革に必要な協力者として取立てたのだが、用行組と呼ばれる彼らは松浦が長崎奉行を退いた後も権勢を振るい、長崎奉行・町年寄の支配を無視した振る舞いが多く、長崎奉行を辞した後も勘定奉行の加役として長崎掛を命じられた松浦との癒着が続いた。しかし、宝暦3年（1753年）に松浦が失脚すると、寛延元年（1748年）に「商売方会所取締り」を任ぜられた村山庄左衛門を始め用行組の面々は厳罰に処せられることとなり（用行組事件）、松浦により様々な制限をされた町年寄の権限は復活した。
石谷備前守清昌は、後藤惣左衛門貞栄を町年寄の上席の長崎会所調役に任命し、一代限りの帯刀を許可した。その理由は、後藤惣左衛門は他の長崎の地下人と違い金銀の海外への流出を禁止し国益を守ることを心がけているからだと述べている。その一方で、宝暦13年（1763年）3月には、長崎地下人達に対してその生活に関する触書を通達した。これは主に倹約について述べられており、役人同士の談合などの際の酒食の量にまで言及しているほか、役人同士の贈答の禁止、親戚以外の結納の祝儀の禁止、衣服の制限や冠婚葬祭・仏事の簡素化など、厳しいものであった。これは町年寄も例外ではなく、町年寄から奉行への贈答や、役人から町年寄への贈答を禁止し、町年寄の衣服は絹紬羽二重までといったことが定められた。
長崎の町の由緒ある家柄の後藤惣左衛門を会所の最高責任者とすることで、長崎の地下人の不満を抑え、それまでたびたび町年寄達が願っていた帯刀を許可することで、他の町年寄達にも自分達がいずれは同じように帯刀を許されるのではないかという希望を持たせるという、長崎地下人達との宥和を図る一方、倹約を旨として奉行による統制を強化することで石谷は海外貿易業務と町政の改革を図ったのである。

### 町年寄と武士との関わり
町年寄達は祖先が長崎の町を発展させてきた貿易商人や浪人であり、町年寄や乙名など上層町人には長崎は他の城下町と違い自らの力で作り上げた町という意識が強かった。長崎における町年寄の権勢は強く、幕末に長崎を訪れた川路聖謨は「町年寄共の宅前を通るに大名の如し、大に驚く」と語った。
一方で、長崎奉行以下の幕府役人や、長崎警備のために駐留する佐賀藩・福岡藩の藩兵、西日本諸藩から送られてくる「聞役」と呼ばれる藩士達など、長崎には多くの武士が居住していた。しかし、幕府の機構上は武士は自分達より上位であるが、長崎が自分達の町であるという町年寄達の自負は強いものであり、これが後に長崎喧嘩とも呼ばれる深堀事件の原因の1つでもあった。この事件の一方の当事者である町年寄筆頭の高木彦右衛門貞近は、元禄10年（1697年）に長崎が銅代物替貿易を経営することになり代物替会所が設立された際に、唐阿蘭陀商売吟味定役に任命され、翌元禄11年（1698年）には異国商売吟味定役ならびに運上銀納方役という勘定奉行直属の幕吏身分となった。元禄13年（1700年）に代物替頭人（しろものがえとうにん）と長崎表御船武具預役という役職に任じられ、役料80俵の給付と帯刀を認められ、多数の家来に囲まれて大名のような暮らしをしていたと言われる。しかし、事件により彦右衛門は殺害され、後の裁きで高木家は家財没収の上、追放の判決を受けた。
その一方、天保9年（1838年）5月、町年寄一同が幕府の諸国巡見使を迎え挨拶をした際、上使の1人から「何故土下座して迎えないのか」との譴責を受けた事件があった。この時、上使の「将軍からの朱印状を預かっている巡見使に対しては、三都（江戸・大坂・京都）の町年寄でさえ土下座をするのに、長崎の町年寄は何故できないのか」という問責に対して、「長崎の町年寄は元来頭人と言い、今までの260年間は仕来りに従ってやってきている。これまで、長崎奉行へも朱印状を持つ幕府の目付などに対しても土下座をした前例はなく、ここで土下座を行うのは古くからの仕来りに反する」と切り返した。上使達もこれ以上問題を大きくしないようにと引き下がることにした。深堀事件とは逆に、ここでは町年寄が武士に対し、伝統と格式をもって自分達の自負を押し通すことが出来たのである。

### 幕府瓦解後の町政
慶応4年（1868年）、鳥羽・伏見の戦いで幕府軍が敗れたと知らされた長崎奉行・河津伊豆守祐邦は、1月14日の夜にイギリス船で江戸に脱出してしまった。河津に後を託された福岡藩聞役の粟田貢は、当時長崎にいた諸藩の者や長崎の地役人の薬師寺久左衛門達と協議し、新政府からの沙汰が下るまでこれまで通りに諸事を取り図ることを決める。諸藩の藩兵や地役人の子弟や地元の剣客で組織された振遠隊が治安の維持に当たり、薩摩藩や長州藩等16藩による協議体が長崎の政務を合議で行うこととなった。長崎奉行所西役所に長崎会議所を設置し、町方係を設け、その下で従来の乙名を肝煎行事と改め、町方行政を担わせた。
同年2月15日、澤宣嘉が長崎に送り込まれ、長崎裁判所総督に着任。即日、長崎の市政に対する新政府の方針が示された。その通達は、地役人の異常な多さを指摘し、代々の家禄を廃止するとともに、当面の外交・貿易事務維持のための暫定的な体制をとるというものであった。肝煎行事は肝煎に改め（後に乙名に改称）、公選制とし、肝煎から選ばれた年番5人が町方の行政事務に当たった。
明治2年（1869年）、乙名は官選となり41名が選任（その内、頭取が1名・年老が4名）、1名が2 - 3町を分担した。同3年（1870年）に町会所は市郷会所と改称。明治4年（1871年）乙名が廃止され、官選の町年寄17名が置かれる。翌明治5年（1872年）に長崎の町を17区に分けて管轄させた。